# عماد اسدی
عماد اسدی فیلم‌نامه‌نویس، تهیه‌کننده و کارگردان ایرانی است.

## آثار

### کارگردان
سایه وحشت (۱۳۸۷)

### نویسنده
سایه وحشت (۱۳۸۷)

### تهیه‌کننده
گناه من (۱۳۸۵)
- خاک سرد[۲]